# Gestão costeira
A gestão costeira é um ramo do planejamento ambiental e territorial que se dedica ao estudo e ordenamento do território terrestre e marinho, nas zonas confluentes, e de ação conjunta entre a faixa costeira e o mar que o delimita, gerindo os seus múltiplos recursos, tendo como modo operacional o planeamento físico e o ordenamento do uso do solo e das águas costeiras.
As zonas costeiras ocupam menos de 15% da área terrestre, enquanto hospedam mais de 40% da população mundial. Cerca de 1,2 bilhão de pessoas vivem a 100 km de uma costa e 100 m de nível do mar, com uma densidade média quase 3 vezes maior do que a média global da população. Com três quartos da população mundial que se espera residirem na zona costeira até 2025, as atividades humanas provenientes dessa pequena área terrestre imporão uma forte pressão sobre as costas. As zonas costeiras contêm recursos ricos para produzir bens e serviços e são o lar da maioria das atividades comerciais e industriais.
No Brasil, 23,9% da população se concentra na zona costeira, isto é, 40,6 milhões de pessoas (segundo o Censo Demográfico de 2000) e os recursos costeiros produzem grande parte das riquezas econômicas do país, correspondendo 70% do PIB nacional. As áreas petrolíferas (extração e refino), portuária, agrícola e agroindustrial, aquicultura, extração mineral e vegetal, pesqueira, pecuária, reflorestamento, salinas, e de veraneio e turismo contêm alguns dos habitats mais frágeis e valiosos no Brasil.
A proteção contra o aumento do nível do mar no século XXI será especialmente importante, à medida que o aumento do nível do mar se acelere. Mudanças no nível do mar danificam praias e sistemas costeiros. Os sedimentos costeiros são perturbados e suspensos pela energia das ondas e das marés. Além desse fator, o intenso processo de ocupação desordenada vem colocando em risco a riqueza significativa dos recursos ambientais e naturais.

## Origem e desenvolvimento da gestão costeira no Brasil
Na década de 70, teve inicio a preocupação do governo brasileiro com a utilização dos espaços costeiros e recursos marinhos, quando também começou a preocupação com as questões ambientais no Brasil. Em 1973, foi criada a Secretaria Especial de Meio Ambiente da Presidência da República - SEMAM/PR, e em 1974, ocorreu a criação da Comissão Interministerial para os Recursos do Mar - CIRM. Ainda de forma desarticulada, na época, tais instituições trabalhavam para gerarem diretrizes e politicas nas suas respectivas áreas de atuação.
Devido a atuação da CIRM, em 1980, é instituída a Politica Nacional para os Recursos do Mar, com o objetivo de legalizar a integração entre diversas políticas nacionais relacionadas ao ambiente oceânico e costeiro. Em 1987, o Programa Nacional de Gerenciamento Costeiro _ GERCO, com o propósito de organizar o planejamento e a gestão na zona costeira. Em 1988, constitui-se a base legal fundamental do planejamento da zona costeira, através da Lei 7.661, o Plano Nacional de Gerenciamento Costeiro – PNGC.
Somente em 1998 foi efetivado com o Plano de Ação Federal da Zona Costeira do Brasil – PAF, para a elaboração de diretrizes nacionais para a gestão e desenvolvimento da zona costeira. 

## Contexto
A costa brasileira possui uma grande variedade de características ambientais. Caracterizada como zona de uso múltiplos, ao decorrer da história, permitiu o desenvolvimento de diversas atividades econômicas, que originou problemas quanto ao uso de solo, agravados pela intensa ocupação humana.
Os limites legais da zona costeira brasileira foram estabelecidos no Plano Nacional de Gerenciamento Costeiro – PNCG II (CIRM, 1997), para fins de gestão governamental. Compreendem uma faixa terrestre e uma marítima. A faixa terrestre abrange municípios selecionados de acordo com os critérios estabelecidos no PNGC II, totalizando cerca de 400 municípios, distribuí- dos ao longo de 7.367 km de costa (que alcança 8.698 km de extensão ao se considerar as reentrâncias), numa área de aproximadamente 388 mil km². A faixa marítima vai até as 12 milhas náuticas, a partir da zona da costa compreendendo a totalidade do Mar Territorial brasileiro.

### Contexto ambiental
Os sistemas costeiros no Brasil são extraordinariamente diversos. O litoral é composto por águas quentes no norte e nordeste e frias no sul e sudeste, isso permite uma grande variedade na fauna e flora, formando um ecossistema que inclui recifes de corais, dunas, praias arenosas, lagoas, costões rochosos, pântanos, ilhas, mar aberto e profundo e ressurgências. 
Na zona costeira está localizado as maiores manchas da Mata Atlântica, que originalmente se estendia ao longo de 17 estados, foi quase totalmente derrubada para ocupação agrícola, pastoril e urbana, restando atualmente 12,5% de todos os fragmentos de terra nativa acima de três hectares.
As vegetações costeiras possuem funções fundamentais na reprodução biótica e marinha e no equilíbrio das interações entre o mar e a terra. Contudo, assim como a Mata Atlântica foi muito alterada e vem sendo colocada em risco devido ao processo de ocupação desordenado.

### Contexto sociodemográfico
A ocupação humana na zona costeira é intensa, nela está concentrada 23,9% da população do país, com densidade média de 105 hab/Km². Das seis maiores cidades metropolitanas, cinco estão localizadas na região costeira (Belém, Fortaleza, Recife, Salvador e Rio de Janeiro. Este resulto é devido ao processo de colonização, onde os primeiros assentamentos humanos se localizaram na zona costeira, ocorrendo a interiorização muito mais tarde. Uns dos objetivos da mudança de capital federal do Rio de Janeiro para Brasília, na região central do país, foi justamente incentivar a interiorizar a ocupação do território brasileiro. Apesar disto, metade da população brasileira reside a menos de 200 Km do mar.
Entretanto, como a concentração populacional tende a aumentar nas regiões costeiras, consequentemente haverá um aumento dos problemas associados ao crescimento populacional. A falta de saneamento básico, moradias em regiões de alta sensibilidade ambiental junto com atividades de agricultura e urbanas degradam o meio ambiente, através da poluição, deposição de sedimentos, e deterioração dos habitats naturais. Dentro dessa perspectiva, observada nas últimas décadas, urge pelo estabelecimento de estratégias adequadas de manejo e de redução dos impactos ao meio ambiente e à saúde humana.

### Contexto econômico
Historicamente as atividades econômicas se concentraram na costa devido a sua grande riqueza de recursos naturais e por razões estruturais. Nela se desenvolveram as áreas petrolíferas (extração e refino), portuária, agrícola e agroindustrial, aquicultura, extração mineral e vegetal, pesqueira, pecuária, reflorestamento, salinas, e de veraneio e turismo. O crescimento econômico foi baseado na industrialização, induzindo um crescimento populacional e urbano, o que permitiu uma dinâmica territorial, populacional e econômica na história do Brasil, principalmente na zona costeira. 
A partir da década de 60, cabido pelas politicas adotadas, surgiu vários pólos industriais importantes na zona costeira. As exportações industriais brasileiras estão concentradas em setores de alto potencial poluidor. Assim como usos do solo como a agricultura que contribuem significativamente para a poluição de recursos hídricos. 

## Desafios
Os problemas ambientais causados pelo setor petrolífero, portuário e de aquicultura (maricultura e carcinocultura), atualmente em expansão, se tornaram um grande desafio para o gerenciamento costeiro. 